# William De Angelis
William De Angelis (Rimini, 20 giugno 1981) è un pilota di rally e pilota motociclistico sammarinese ritiratosi dall'attività agonistica.

## Carriera
Fratello del più conosciuto Alex, anche lui ha avuto una carriera di partecipazioni a competizioni del motociclismo.

### Inizi e Classe 125
La sua carriera è iniziata nel 1995 con le minimoto per passare in seguito al campionato Italiano Velocità ed al campionato europeo. Ha esordito nel motomondiale 1999, nella classe 125 con una Honda del team Matteoni Racing, usufruendo di una wild card in occasione del GP di Imola concludendo la gara al 12º posto e conquistando in tal modo i suoi primi punti iridati.
Nel 2000 è passato ad una Aprilia del team Semprucci Biesse Aprilia, gareggiando in tutta la stagione giungendo al termine al 35º posto in classifica con un punto conquistato. Ha corso infine gli ultimi cinque Gran Premi nella stagione 2001 in sella ad una Honda del team Racing Service, senza ottenere punti. Nel 2001 inoltre partecipa al Campionato Europeo Velocità classe 125 dove conquista ventidue punti classificandosi quindicesimo.

### Superstock 1000 FIM Cup
Nel 2002 disputa la gara inaugurale del campionato italiano Stock 1000 chiudendo all'undicesimo posto,
da questa stagione passa a gareggiare nella Superstock 1000 FIM Cup, dapprima con una motocicletta Yamaha ed in seguito con la Ducati 999, restandovi fino al 2005. Nel 2003 è pilota titolare nel Campionato Italiano Stock1000. In sella ad una Ducati chiude la stagione all'ottavo posto con 34 punti. Nel 2004, nuovamente impegnato nell'italiano Stock1000, si classifica diciassettesimo conquistando la pole position nella gara finale a Vallelunga. Nel 2005 si classifica al nono posto nel CIV Stock 1000.

### Supersport e Rally
In seguito ha partecipato, in sella ad una Honda CBR 600RR al campionato mondiale Supersport dal 2006 al 2008.
Nel 2009 passa invece alle competizioni automobilistiche nel settore dei rally.

## Risultati in gara

### Motomondiale
| 1999 | Classe | Moto  |  |  |  |  |  |  |  |  |  |  |    |  |  |  |  |  | Punti | Pos. |
| ---- | ------ | ----- |  |  |  |  |  |  |  |  |  |  | -- |  |  |  |  |  | ----- | ---- |
| 1999 | 125    | Honda |  |  |  |  |  |  |  |  |  |  | 12 |  |  |  |  |  | 4     | 31º  |

| 2000 | Classe | Moto    |    |     |    |    |     |    |     |     |    |     |     |    |    |    |    |     | Punti | Pos. |
| ---- | ------ | ------- | -- | --- | -- | -- | --- | -- | --- | --- | -- | --- | --- | -- | -- | -- | -- | --- | ----- | ---- |
| 2000 | 125    | Aprilia | 19 | Rit | 18 | 18 | Rit | 18 | Rit | Rit | 22 | Rit | Rit | 15 | 25 | NP | NP | Rit | 1     | 35º  |

| 2001 | Classe | Moto  |  |  |  |  |  |  |  |  |  |  |  |     |    |    |    |     | Punti | Pos. |
| ---- | ------ | ----- |  |  |  |  |  |  |  |  |  |  |  | --- | -- | -- | -- | --- | ----- | ---- |
| 2001 | 125    | Honda |  |  |  |  |  |  |  |  |  |  |  | Rit | 20 | 29 | 22 | Rit | 0     |      |

| Legenda | 1º posto        | 2º posto            | 3º posto            | A punti      | Senza punti        | Grassetto – Pole position Corsivo – Giro più veloce |
| Legenda | Gara non valida | Non qual./Non part. | Ritirato/Non class. | Squalificato | '-' Dato non disp. | Grassetto – Pole position Corsivo – Giro più veloce |

### Campionato mondiale Supersport
| 2006 | Moto  |    |    |    |    |    |    |     |    |     |     |   |     |  | Punti | Pos. |
| ---- | ----- | -- | -- | -- | -- | -- | -- | --- | -- | --- | --- | - | --- |  | ----- | ---- |
| 2006 | Honda | 13 | 16 | 12 | NP | NP | 12 | Rit | 18 | Rit | Rit | 5 | Rit |  | 22    | 20º  |

| 2007 | Moto  |     |  |  |  |  |    |  |     |    |  |  |  |  | Punti | Pos. |
| ---- | ----- | --- |  |  |  |  | -- |  | --- | -- |  |  |  |  | ----- | ---- |
| 2007 | Honda | Rit |  |  |  |  | NQ |  | Rit | NP |  |  |  |  | 0     |      |

| 2008 | Moto  |    |     |    |    |    |    |    |     |    |  |  |  |  | Punti | Pos. |
| ---- | ----- | -- | --- | -- | -- | -- | -- | -- | --- | -- |  |  |  |  | ----- | ---- |
| 2008 | Honda | 17 | Rit | 17 | 27 | 24 | 18 | 17 | Rit | 25 |  |  |  |  | 0     |      |

| Legenda | 1º posto        | 2º posto            | 3º posto           | A punti      | Senza punti        | Grassetto – Pole position Corsivo – Giro più veloce |
| Legenda | Gara non valida | Non qual./Non part. | Ritirato/Non class | Squalificato | '-' Dato non disp. | Grassetto – Pole position Corsivo – Giro più veloce |